# Llamas
Llamas ist eines von 18 Parroquias in der Gemeinde Aller der autonomen Region Asturien in Spanien.

## Geographie
Llamas hat 86 Einwohner (2011) und eine Grundfläche von 7,00 km². Es liegt auf 560 m. Die nächste größere Ortschaft ist Cabañaquinta, der elf Kilometer entfernt gelegene Hauptort der Gemeinde Aller.
Llamas umfasst die Ortsteile, Dörfer und Weiler Cima la Vitxa, Casqueyu, Rebotxal, La Venta, Carpienzo und Cortaditxu.

## Sehenswürdigkeiten
- Romanische Kirche San Juan el Real aus dem Jahr 940